# Merdan Gurbanow
Merdan Gurbanow (ur. 30 sierpnia 1991) – turkmeński piłkarz grający na pozycji pomocnika. Od 2018 roku jest zawodnikiem klubu Ahal FK.

## Kariera piłkarska
Swoją karierę piłkarską Gurbanow rozpoczął w klubie Aşgabat FK, w którym w 2009 roku zadebiutował w pierwszej lidze turkmeńskiej. W latach 2012–2013 grał w HTTU Aszchabad, z którym w 2013 wywalczył mistrzostwo Turkmenistanu. W 2016 ponownie grał w Aşgabat FK. W 2017 najpierw grał w Ahal FK, z którym został wicemistrzem kraju, a następnie w białoruskim Dniaprze Mohylew. W 2018 wrócił do Ahal FK. Ponownie wywalczył z nim wicemistrzostwo.

## Kariera reprezentacyjna
W reprezentacji Turkmenistanu Gurbanow zadebiutował 5 września 2017 roku w zremisowanym 1:1 meczu eliminacji do Pucharu Azji 2019 z Singapurem. W 2019 roku powołano go do kadry na Puchar Azji.